# 이시도로 산 호세
이시도로 산 호세 포소(스페인어: Isidoro San José Pozo, 1955년 10월 27일, 마드리드 주 마드리드 ~)는 스페인의 전 축구 선수이다. 주로 우측 수비수로 활약한 그는 반대쪽 측면도 맡는 것은 물론 수비형 미드필더로도 활약할 수 있었다.
그는 10년 동안 라 리가의 거함 레알 마드리드 소속이었는데, 그동안 9번의 주요 대회 우승과 200경기 출전 3골의 기록을 세웠다.

## 클럽 경력
마드리드 출신인 산 호세는 12세의 나이로 레알 마드리드의 유소년부에 입단하였다. 1973-74 시즌, 그는 불과 18세의 나이에 1군 첫 경기를 치렀는데, 그는 그라나다와 라스 팔마스와의 코파 델 레이 2경기를 치렀지만, 결승전에는 마누엘 산치스 마르티네스 유소년부 감독이 바르셀로나의 유소년부를 상대로 한 경기에서 주장으로 치를 사람이 필요하다고 주장해 출전하지 못했다.
레알 마드리드 카스티야에서 2년을 보낸 산 호세는 1군으로 도약하여 1976–77 시즌 라 리가 경기에 3번 출전하는 것을 시작으로 이어지는 3년 동안 77번의 경기에 더 출전하였고, 소속 구단은 3년 연속 리그 우승을 거두었다. 그러나, 1979년 말 스포르팅 히혼과의 경기에서 반달연골 부상을 당하면서 그는 1년 넘게 경기장 밖에 머물러야 했다. 그의 부상 문제는 완쾌되지 않은 상태에 발렌시아와의 코파 델 레이 결승전에 차출되면서 악화되었다.
산 호세는 마드리드에서의 막판 2년을 도합해 불과 30번의 리그 경기에 출전하는데 그쳤지만, UEFA컵의 2년 연속 우승과 1985–86 시즌 리그 우승에 공헌했다. 당시 그는 또다른 유소년부 졸업생인 첸도에게 주전 지위를 내주었다. 1987년 6월, 마요르카에서 한 시즌을 더 보내고 거의 32세가 된 산 호세는 발레아레스 제도 연고 구단이 1부 리그에 안전히 잔류하도록 돕고 축구화를 벗었다.
은퇴 후, 산 호세는 계속 레알 마드리드와 연계된 활동을 했는데, 그는 전 레알 마드리드 유소년부 동료 엔리케 마그달레노와 구단 재단에서 어린이 축구 캠프를 운영하였다.

## 국가대표팀 경력
산 호세는 2년 동안 스페인 국가대표팀 경기에 13번 출전하였다. 그의 첫 국가대표팀 경기는 1977년 11월 30일, 베오그라드에서 열린 유고슬라비아와의 1978년 FIFA 월드컵 예선전 경기로, 그는 아르헨티나에서 열린 대회 본선 선수 명단에 이름을 올려 조별 리그 3경기에 출전했지만, 스페인은 1승 1무 1패로 조별 리그를 넘지 못하고 탈락했다.
그에 앞서, 산 호세는 1976년 하계 올림픽에 참가해 국제 대회 참가 경력이 있었다.

## 수상
레알 마드리드
- 라 리가: 1977–78, 1978–79, 1979–80, 1985–86
- 코파 델 레이: 1973–74, 1979–80, 1981–82
- 코파 데 라 리가: 1985
- UEFA컵: 1984–85, 1985–86